# Froesia diffusa
Froesia diffusa är en tvåhjärtbladig växtart som beskrevs av R.E. Gereau, R. Vásquez. Froesia diffusa ingår i släktet Froesia och familjen Ochnaceae. Inga underarter finns listade i Catalogue of Life.